# Rotorbitale

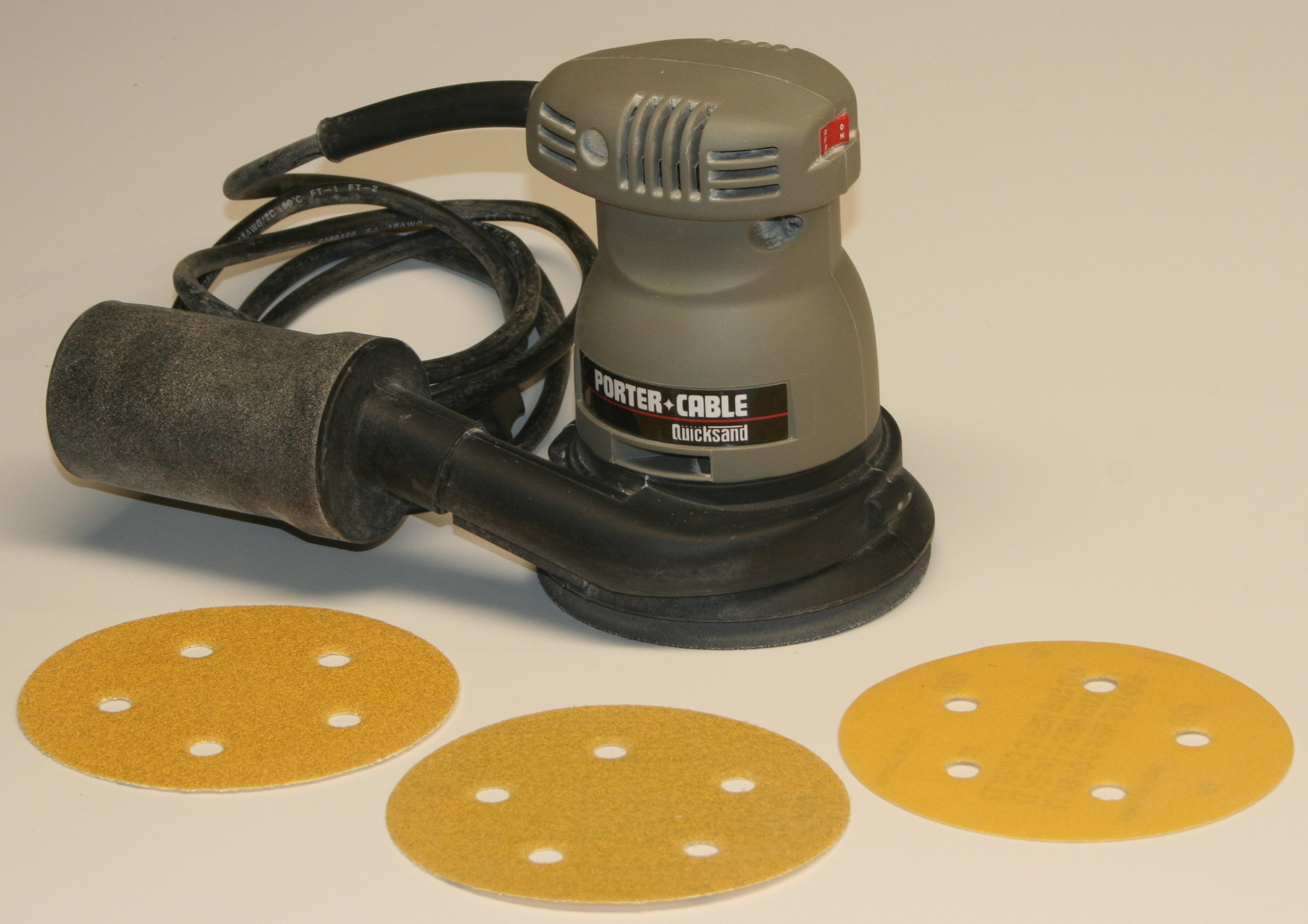
Rotorbitale con dischi abrasivi di varie grane

La rotorbitale è una macchina utensile che serve per levigare le superfici. Di piccole dimensioni è utilizzata per la levigatura manuale di manufatti o per la levigatura della vernice. È composta da un motore ad aria compressa o elettrico che fa muovere un supporto circolare dove si trova fissata un disco di carta vetrata.
Il motore imprime un movimento orbitale alla carta vetrata seguendo orbite che possono andare da 1 a 10 mm a seconda del modello. Il supporto inoltre non è saldamente collegato all'eccentrico che imprime il movimento orbitale ma tramite un cuscinetto. Questa particolare costruzione permette al supporto di girare su se stesso e contemporaneamente intorno ad un'orbita. La somma dei due movimenti, rotatorio ed orbitale, permette un'elevata qualità di finitura delle superfici lavorate e rigature poco visibili. Su alcuni modelli, per mezzo di un controllo elettronico o variando il flusso d'aria compressa, è possibile variare la velocità di rotazione del piattello portadisco abrasivo.